# Brenthis ino
Brenthis ino es un insecto lepidóptero de la familia Nymphalidae.

## Descripción

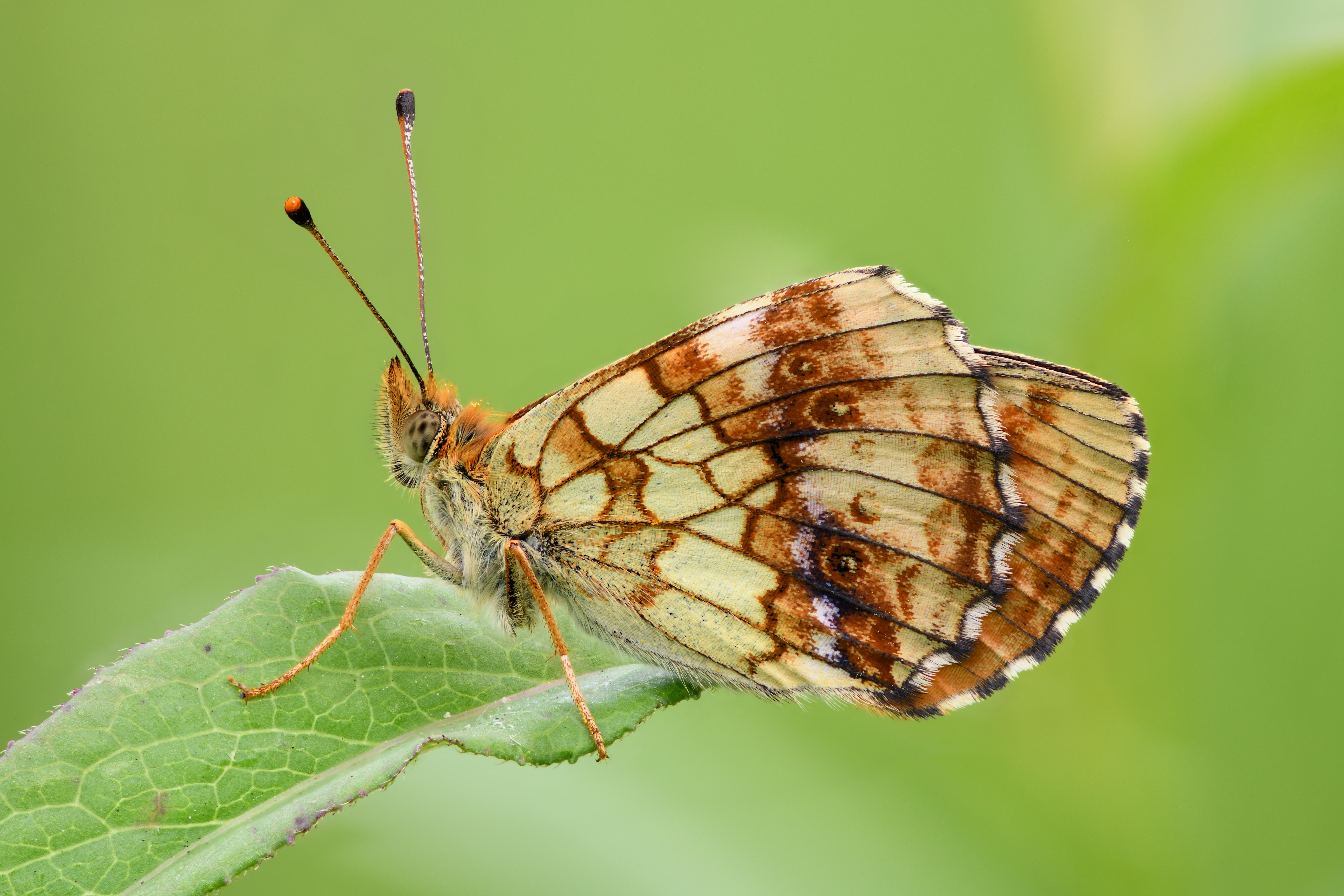

Brenthis ino es una mariposa de tamaño medio, con una envergadura de 34 a 42 milímetros. Las hembras son más grandes y generalmente más oscuras que los machos. Las antenas son claviforme. El color básico de la parte superior de las alas es de color naranja con varias manchas de color marrón oscuro. Los bordes son de color marrón también, con una raya discontinua de pequeñas manchas. La parte inferior de las alas es cremoso-naranja con un borde dentado y manchas marrones oscuras en las alas anteriores, mientras que las alas posteriores muestran manchas de color beige-marrón en el filo y algunas manchas marrones oscuro y violeta anilladas como sombreado. Las alas de esta especie carece de manchas plateadas. La mariposa vuela entre junio y agosto, dependiendo de la ubicación. Pasa el invierno en forma de oruga. Las larvas se alimentan de Filipendula ulmaria , Filipendula vulgaris), Rubus saxatilis, Rubus idaeus, especies de Aruncus y Spiraea y Sanguisorba minor).

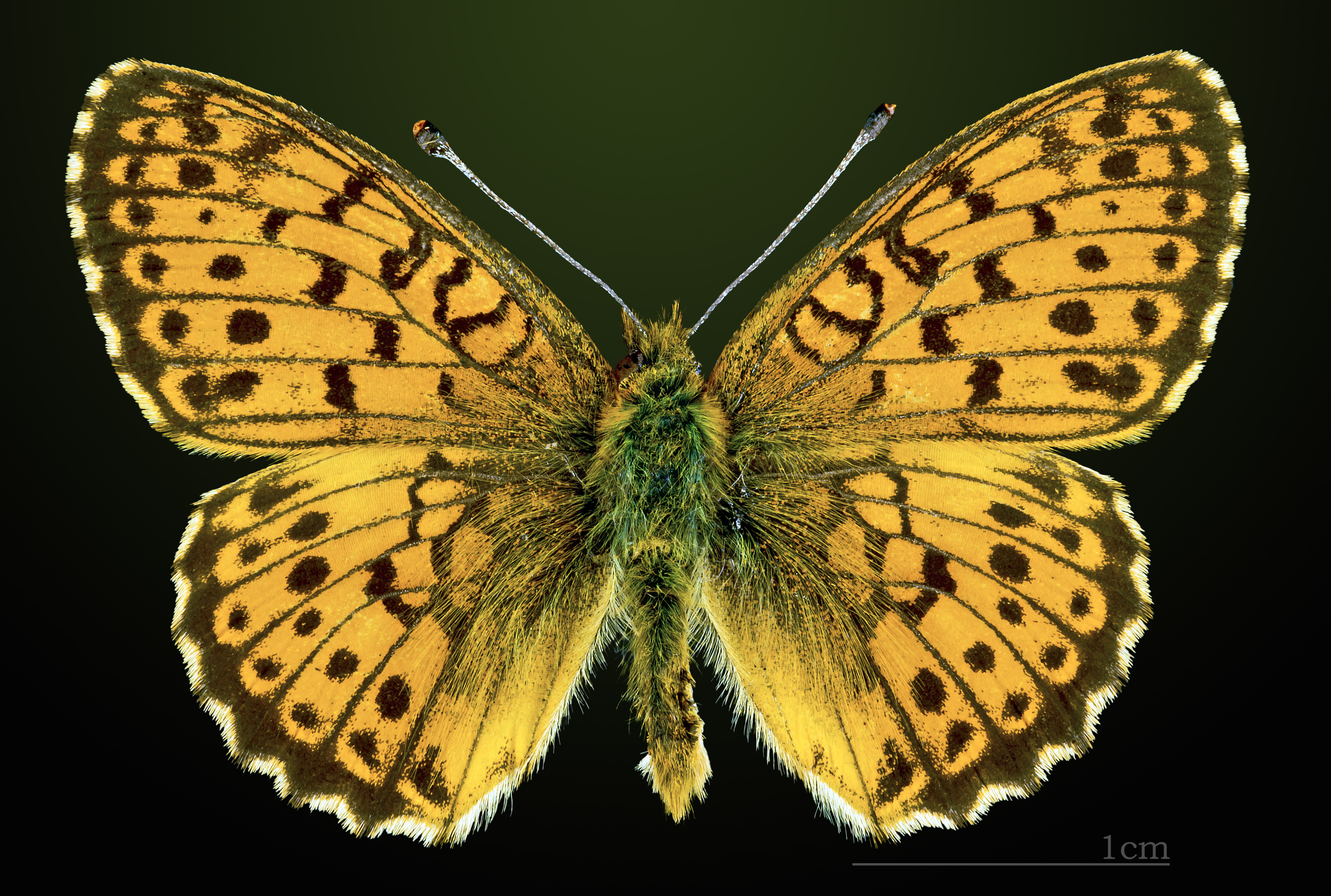
Brenthis ino
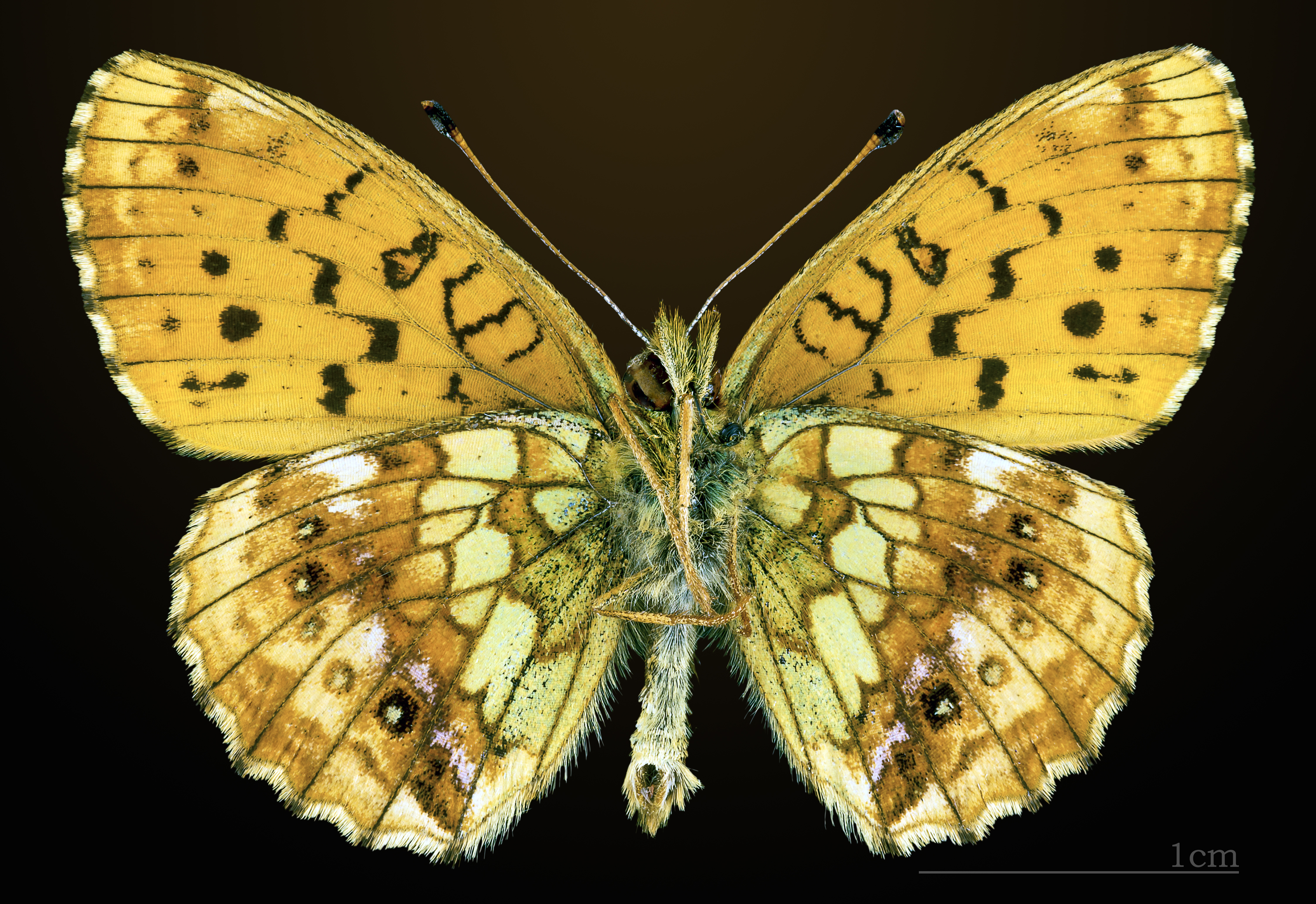
△ Brenthis ino

## Subespecies
- Brenthis ino ino
- Brenthis ino achasis (Fruhstorfer, 1907)
- Brenthis ino acrita (Fruhstorfer, 1907)
- Brenthis ino adalberti (Fruhstorfer, 1916)
- Brenthis ino amurensis (Staudinger, 1887)
- Brenthis ino maxima (Staudinger, 1887)
- Brenthis ino paidicus (Fruhstorfer, 1907)
- Brenthis inoparvimarginalis Nakahara, 1926
- Brenthis ino schmitzi Wagener, 1983
- Brenthis ino siopelus (Fruhstorfer, 1907)
- Brenthis ino tigroides (Fruhstorfer, 1907)
- Brenthis ino trachalus (Fruhstorfer, 1916)[1]

## Distribución
Está presente en España, Francia, Italia, en Europa Central y del Norte, en Siberia, en el Asia templada, en el norte de China y en Japón.

## Hábitat
Esta especie prefiere los prados húmedos y turberas en una elevación de 0-1,500 metros sobre el nivel del mar.

## Galería

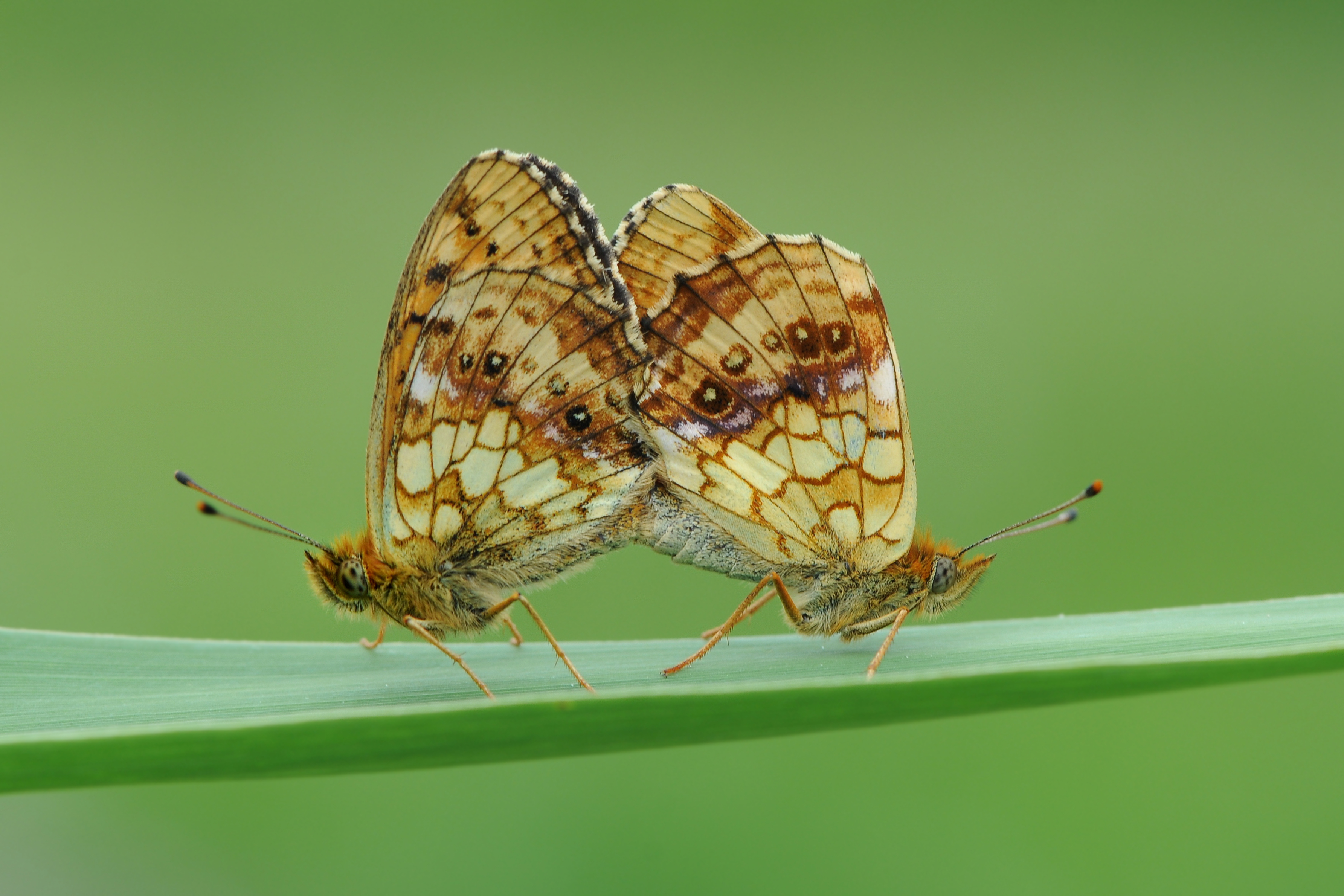
Pareja
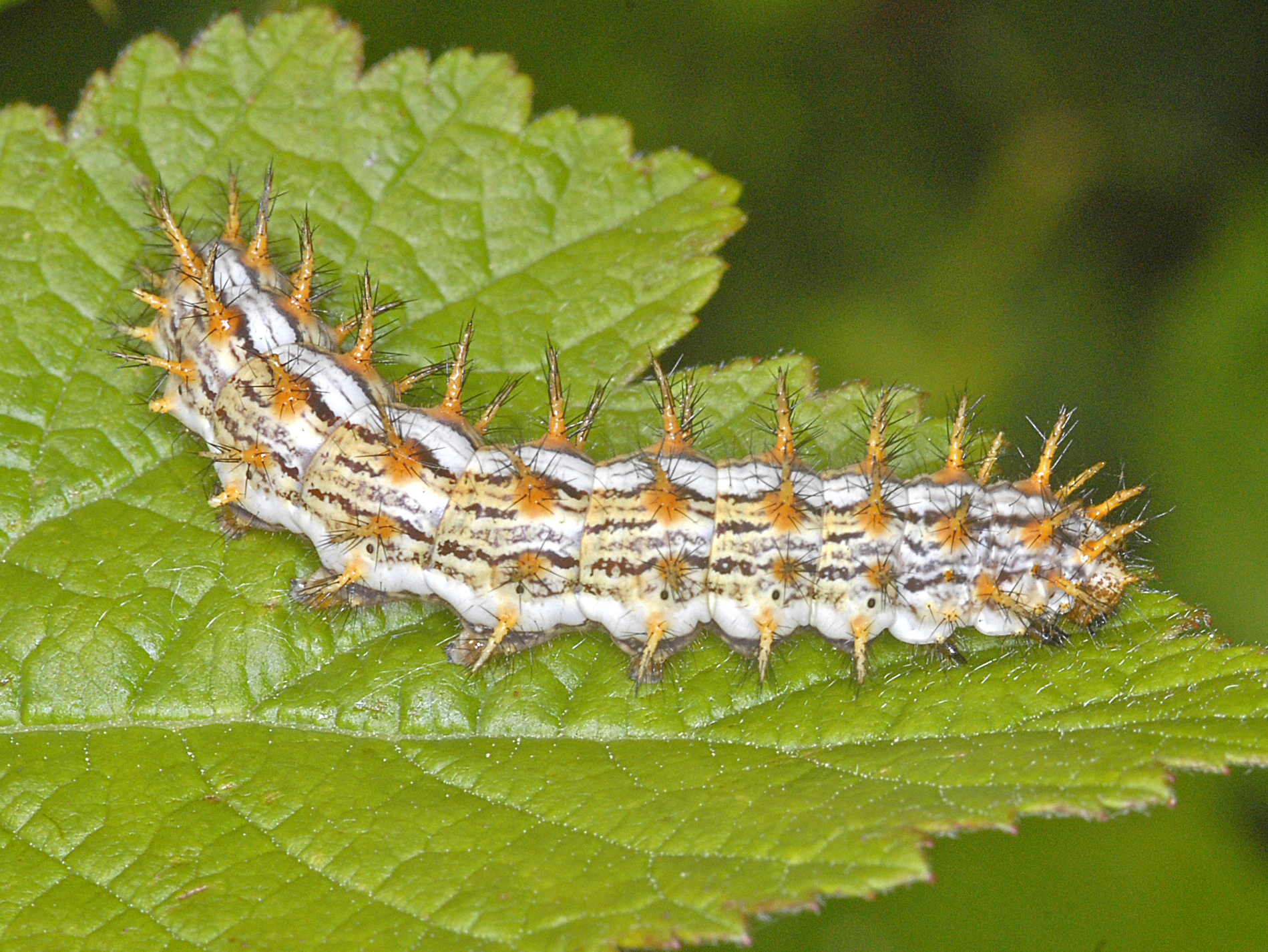
Oruga